# Kebra
Ne doit pas être confondu avec Kebra Nagast.
Kebra est un personnage de bande dessinée inventé par Tramber et Jano. 
Son nom, en verlan, signifie « braque » c'est-à-dire dingue (il est vrai qu'il a souvent des réactions impulsives qui déconcertent même ses propres complices) ou « braquer » (attaquer) car c'est un délinquant juvénile aux multiples délits :
- cambriolage (dans Le Zonard des étoiles et La Honte aux trousses) ;
- vol de deux-roues ou de voiture (dans tous les albums) ;
- vandalisme et dégradations volontaires (dans Fait comme un rat) ;
- agression sur la voie publique (dans La Honte aux trousses) ;
- rébellion contre les forces de l'ordre ;
- trafic de drogue (dans Fait comme un rat) ;
- braquage de bureau de poste (dans La Honte aux trousses), , etc.

Spécialiste des plans foireux, il échoue souvent dans ses entreprises. Contrairement à ses menaces verbales (J'te tue, moi ! J'te casse la tête !) il n'est guère redoutable, et il prend courageusement la fuite dès qu'il a affaire à plus méchant que lui :
- Kruel et sa bande de Hells Angels dans tous les albums ;
- des Skinhead (Galère dans le RER dans Kebra chope les boules) ;
- des gangsters et des néo-nazis paramilitaires dans Fait comme un rat ;
- des extra-terrestres agressifs dans Le Zonard des étoiles.

## Équipement, armes et véhicules

### Habillement
Kebra est presque perpétuellement vêtu en loubard : t-shirt à rayures horizontales blanches et rouges, blouson de cuir noir, blue-jean et bottes de biker Santiags. Dans Le Zonard des étoiles son enrôlement forcé dans la marine de guerre intersidérale de Métalopolis ne modifiera pas sa tenue, mais y ajoutera un serre-tête rouge que portent tous les hommes d'équipage.
Dans Wallaye ! sa seule concession à la tenue tropicale, quand il se retrouve en Afrique noire, sera de couper les manches de son blouson de cuir pour le porter comme un gilet.
On ne voit jamais ses yeux car il porte, été comme hiver, des lunettes de soleil, que les loups néo-nazis lui cassent quand il est passé à tabac dans Fait comme un rat.

### Armement
Il n'est armé que d'un couteau à cran d'arrêt, à trois exceptions près :
- dans Kebra chope les boules il s'offre un revolver à canon court pour affronter les gangsters ravisseurs de Fuinette.
- dans Le Zonard des étoiles il prend vite goût à jouer du laser, en version pistolet semi-automatique (à une poignée) ou pistolet-mitrailleur (à deux poignées).
- dans Wallaye ! il affronte, avec son associé Keubla, toute une bande de gangsters africains. Pour ce faire ils doivent jouer de la gâchette avec de nombreuses armes à feu dérobées à des policiers locaux. On reconnait entre les mains de Kébra un fusil d'assaut AK-47 Kalachnikov.

### Modes de locomotion
Il se déplace en scooter Vespa rose bonbon (dans Fait comme un rat et La Honte aux trousses), et parfois aussi en décapotable américaine des années 1950-1960, également rose bonbon, ou bicolore comme les voitures de cette époque : rouge et blanche (dans la case finale de Wallaye !, voir section #Carrière) ou bleue et blanche (dans l'histoire La malédiction des rockers). Les gangsters qui enlèvent sa copine Fuinette (voir ci-dessous) ont également le goût des voitures de collection, heureusement pour Kebra car cela lui donne un début de piste pour retrouver sa chérie. Cet enlèvement en voiture américaine de collection évoque irrésistiblement la chanson Disparue de Jean-Pierre Mader.

## Milieu et fréquentations

### Famille
Kebra habite chez ses parents dans une commune de banlieue parisienne non précisée, dans un ensemble HLM dégradé nommé « cité Staline » qui a probablement été construite sous une municipalité communiste. À la maison il file doux, car sa mère n'est pas commode. Son père est franchouillard (il est coiffé d'un béret basque) et alcoolique, son petit frère est un délinquant juvénile qui se livre au vol de mobylettes. Il a une sœur coquette à peu près de son âge, avec laquelle il se chamaille continuellement.

### Amis
La vie de Kebra est dehors, il passe le plus clair de son temps à traîner dans la rue avec une bande de quatre copains : Deg (un vautour), Beck (un canard), Freddie (un chat) et Gérard (un lézard).
Sa petite amie est une renarde prénommée Fuinette. Il la rencontre dès la première aventure de son premier album : Panique pas de nique dans Fait comme un rat. Il ne lui est guère reconnaissant de l'avoir sauvé de la castration, car il passe son temps à courir d'autres filles. Cependant, il doit quand même tenir à elle, à sa manière : dans Kebra chope les boules il remue ciel et terre pour la sauver après son enlèvement par des gangsters. Ils ne vivent pas vraiment en couple : Fuinette a son propre appartement et Kebra vient incruster de temps à autre. Dans La Honte aux trousses on découvre qu'il leur arrive de passer la nuit ensemble car Kebra fait un cauchemar et tombe du lit, réveillant Fuinette.

### Ennemis
Son ennemi récurrent est un loup nommé Kruel, chef d'une bande de vrais durs, les Kruel's Angels (admirons le jeu de mots avec l'appellation générique Hells Angels). Kruel habite sa cité, dont il est le caïd incontesté (tout le monde lui obéit sans discussion) et, par malchance, le même immeuble que Kebra (ses petits frères vandalisent l'ascenseur qui dessert l'appartement des parents de Kebra).

## Albums
1. Fait comme un rat, Les Humanoïdes Associés, 1981, par Tramber et Jano[8]..
2. Kebra chope les boules, Les Humanoïdes Associés, 1982, par Tramber et Jano.
3. Le Zonard des étoiles, Les Humanoïdes Associés, 1982, par Tramber et Jano.
4. La Honte aux trousses, Les Humanoïdes Associés, 1983, par Jano seul.
5. Kebra Krado Komix, Albin Michel, 1985, par Tramber et Jano.
6. Les aventures de Kebra, Albin Michel, 1985, par Tramber et Jano.
7. Wallaye !, Les Humanoïdes Associés, 1987, par Jano seul, aventure Kebra casse ses ruines (voir ci-dessous)

## Carrière
Kebra est apparu dans le magazine Métal hurlant dont les rédacteurs en chefs étaient Jean-Pierre Dionnet et Philippe Manœuvre, avant sa parution en albums à couverture souple chez Les Humanoïdes associés.
La disparition de Kebra a été progressive. En 1983 Tramber et Jano ont décidé d'un commun accord de cesser leur collaboration. Dionnet et Manœuvre, qui animaient alors une émission de télévision, Les enfants des Rock ou Sex Machine sur Antenne 2, ont invité Tramber et Jano pour annoncer leur décision aux téléspectateurs. Pour cette interview, à côté d'eux était placé un cercueil avec une poupée grandeur nature de Kebra. On imaginait en effet que les aventures de Kebra cesseraient. Tramber s'est vite trouvé un nouveau héros, William Vaurien et son compère Pypo l'intello. Mais Jano a continué à dessiner seul les aventures de Kebra, faisant paraître en 1983 un album solo, La Honte aux trousses.
Après la banlieue parisienne, la source principale d'inspiration de Jano devient l'Afrique noire. Kebra apparait une dernière fois en guest star dans l'album Wallaye ! publié par Jano seul en 1987, comme associé du nouveau héros de Jano, un marin noir prénommé Keubla (ce qui signifie black en verlan). Leur parallélisme est accentué par leur tenue : Keubla est perpétuellement vêtu d'un t-shirt à rayures horizontales blanches et bleues, alors que celles de Kebra sont blanches et rouges. Lassé de la routine de sa banlieue, Kébra vole une Peugeot 404 hors d'âge à une espèce de hippie qui l'emmenait en Afrique pour la revendre. Malheureusement Kébra tombe en panne (d'essence ?) en plein Sahara et doit troquer la voiture à des Touaregs contre un jerrican d'eau ! Kébra retrouve la civilisation en arrivant en Afrique Noire dans une ville côtière, mais sans un sou en poche, il traîne en ville et tente de survivre. Les indigènes le décrivent comme un clochard blanc. Après la rencontre avec Keubla et bien des péripéties, l'aventure se termine bien pour Kebra qui regagne la France fortune faite. Il rentre dans sa banlieue narguer ses potes à bord d'une voiture décapotable américaine de collection (années cinquante ou soixante) rouge et blanche, avec sur la banquette arrière une caisse de champagne et une guitare électrique toute neuve. Après cela on ne reverra plus jamais Kebra sous la plume de Jano. Le reste de l'album a Keubla pour seul héros, comme l'album précédent Sur la piste du Bongo (1986).